# Migapulle Arachchi
Migapulle Arachchi, ou Dom Luis Migapulle Arachchi foi um líder rebelde que operava no reino de Jafanapatão, no período imediatamente posterior à sua anexação pelo Império Português em 1619. Inicialmente um senhor feudal pró-português que se opunha ao usurpador Cankili II, após a derrota deste voltou-se contra a administração portuguesa. Em 1620, convidou o vizinho rei Raghunatha Nayak a disponibilizar tropas para a libertação do território, obtendo também o apoio da população local. A rebelião durou cerca de um mês, tendo terminado após a chegada de reforços das possessões portuguesas em Colombo e Negapatão. Migapulle liderou também uma segunda rebelião em dezembro de 1620, com o auxílio do reino de Tanjavur e de locais. Seria finalmente derrotado em fevereiro de 1621 por Filipe de Oliveira, capitão-major de Jafanapatão. A rebelião foi suprimida com excessiva brutalidade contra a população civil.

## References
- Abeysinghe, Tikiri (2005). Jaffna under the Portuguese. Colombo: Stamford Lake. 66 páginas
- Gnanaprakasar, Swamy (2003). A Critical History of Jaffna. New Delhi: Asian Educational Services. 122 páginas. ISBN 81-206-1686-3
- Pieris, Paulus Edward (2000). Ceylon and the Portuguese, 1505-1658. New Delhi: Asian Educational Services. 290 páginas. ISBN 81-206-1372-4